# Demissolinea novaeguineensis
Demissolinea novaeguineensis és una espècie de peix pertanyent a la família dels triquiúrids i l'única del gènere Demissolinea.

## Descripció
- La femella pot arribar a fer 47,5 cm de llargària màxima i el mascle 45.
- 3 espines i 135-137 radis tous a l'aleta dorsal i 1 espina i 97-101 radis tous a l'anal.
- 156-170 vèrtebres.
- La línia lateral descendeix pronunciadament des del cap i arriba a prop del marge ventral del cos.
- La primera espina de l'aleta anal és més gran que les altres i té forma de daga.
- Manca d'aleta caudal.[4][2]

## Hàbitat
És un peix marí, bentopelàgic i d'aigües fondes.

## Distribució geogràfica
Es troba al Pacífic occidental central: l'illa de Dolak (sud-oest de Nova Guinea).

## Observacions
És inofensiu per als humans.